# Sheng (langue)
Pour les articles homonymes, voir Sheng (homonymie).
Le sheng (contraction des mots « SwaHili » et « ENGlish ») est un argot basé principalement sur le swahili et l'anglais. Il est originaire de Nairobi au Kenya et influencé par les nombreuses langues locales  qui y sont parlées. Bien qu'étant principalement la langue des jeunesses urbaines, il s'est répandu à travers toutes les classes sociales. Géographiquement, il a atteint la Tanzanie et l'Ouganda. 
Commençant au début des années 1970 dans le bidonville de Kibera, le sheng est maintenant largement utilisé à travers tout le pays par les conducteurs de matatu, les médias populaires et, même, le parlement. On peut supposer que c'est devenu le premier mode d'expression orale des jeunes Kényans des secteurs urbains.
Comme tout argot, il est surtout utilisé par les jeunes et fait partie de la culture populaire. Il évolue également rapidement ; différents mots entrent ou sortent de leur emploi argotique. Il trouve une large diffusion parmi les artistes du hip-hop africains, tels que Kalamashaka, G.rongi et Nonini, dont la musique répand la langue et qui contribuent aux changements et variations rapides du vocabulaire du sheng. Mais également parmi les étudiants des universités et des lycées.
Bien que la grammaire, la syntaxe, et une grande partie du vocabulaire soient tirées du swahili, le sheng emprunte aussi à l'anglais et aux langues des divers groupes ethniques du Kenya (surtout au kikuyu, au luo et au kikamba).
Ainsi, le vocabulaire du sheng peut changer de façon significative, non seulement, entre les régions du Kenya et de l'Afrique de l'Est mais aussi au sein d'un même quartier d'une ville.
Beaucoup d'adolescents ont adopté le sheng comme langue vernaculaire, alors que d'autres (des professeurs d'écoles secondaires et primaires responsables de l'instruction des langues normatives) affirment qu'elle mine le swahili standard. Au moins un universitaire, cependant, précise que la majeure partie des locuteurs de sheng sont déjà bi ou trilingue, et il n'est donc pas évident que la capacité de parler sheng mine la compétence du swahili[réf. nécessaire].
Le sheng est devenu langue première notamment dans les quartiers pauvres de Nairobi.
Le premier et unique ouvrage de littérature en sheng date de 2015, il s'agit d'un ouvrage de poesie  hip hop. 
Quelques exemples de mots très populaires en sheng sont manzi qui signifie « fille », beste qui veut dire « ami », muenjoyo qui veut dire « s'amuser », hare qui signifie « sortir le soir » et waka qui signifie « s'enivrer ».
Quelques mots :
- fala : idiot
- fegi/mozo : cigarette
- karau : police
- keja : maison
- matha : femme
- mboch : servante (femme de ménage)
- mbota : regarder, observer
- mbuenya : manteau.
- mdosi/mbuyu : Papa
- mdosi/sonko : boss, homme riche
- munde/chapa/niado/ganji : argent
- nare : allumettes
- ndai/moti/murenga/dinga : auto
- njumu : chaussures
- poa : cool
- ubao/maunenge : faim
- veve/mbachu : khat (dans le sens de substance psychotrope)

1. ↑  Ferrari Aurélia, Emergence d'une langue urbaine : le sheng de Nairobi, Paris, Peeters, 2012, 264 p. (ISBN 978-90-429-2551-9)
2. ↑  G.rongi, Lafudhi hip hop poetry in Sheng, Paris, Tafakari, 2015, 126 p. (ISBN 978-2-9552698-0-0)